# Liesbeth den Uyl
Liesbeth den Uyl-van Vessem (Amsterdam, 18 giugno 1924 – Amsterdam, 30 settembre 1990) è stata un'attivista, pubblicista e politica olandese, attiva nel PvdA.
Moglie del politico Joop den Uyl (ministro-presidente dal 1973 al 1977), fu impegnata sia a livello sociale che politico. Scrisse per le riviste Opzij (una rivista femminista), Vrij Nederland (una rivista di sinistra), Margriet (una rivista femminile) e per Het Parool (un quotidiano di Amsterdam).

## Biografia
Van Vessem nacque ad Amsterdam, si diplomò alla Hogere Burgerschool, per poi studiare psicologia all'Università di Amsterdam. Allo scoppio della seconda guerra mondiale dovette interrompere gli studi, trovando lavoro presso la casa editrice olandese Querido. In quel periodo incontrò il suo futuro marito; si sposarono il 30 agosto 1944 e tra il 1946 e il 1965 ebbero quattro figlie e tre figli maschi. Dopo la guerra riprese gli studi, ma li interruppe dopo la nascita del secondo figlio.
Liesbeth den Uyl era membro del consiglio di vigilanza dell'Omroepvereniging VARA, del consiglio regionale del PvdA, membro del consiglio delle Rooie Vrouwen in de PvdA e presidente della regione di Amsterdam delle Rooie Vrouwen oltre ad essere attiva nel comitato Steun Aan Argentijnse Moeders, un'organizzazione di sostegno per le Madri di Plaza de Mayo, e presidente del consiglio distrettuale di Buitenveldert.
Dopo la morte del marito scrisse Ik ben niet goed maar wel gek (lett. "Non sono brava ma sono pazza") e successivamente Beppie van Vessem, un'autobiografia.
Morì all'età di 66 anni.

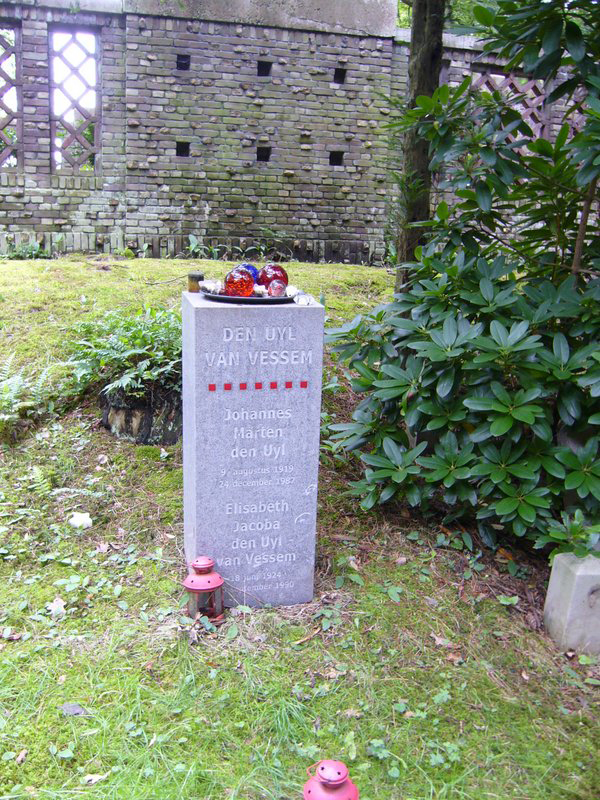
La tomba di Liesbeth e Joop den Uyl al cimitero di Westerveld

Nel 2023 l'Argentina le ha conferito un riconoscimento postumo per le sue proteste contro l'allora regime.

## Eredità
Due dei suoi figli hanno intrapreso carriere di rilievo in politica: Saskia Noorman-den Uyl (1946) è stata membro del parlamento per il PvdA dal 1994 al 2006, e Xander den Uyl (1953) è stato segretario del sindacato Abvakabo FNV. Barbara den Uyl (1949) è diventata una regista specializzata nei documentari su temi politici e sociali.
In suo onore gli è stata intitolata la "Liesbeth den Uyl-van Vessem Stichting", una fondazione che si batte per i diritti delle donne nei paesi sotto governi dittatoriali, in particolare per le Madri argentine di Plaza de Mayo. La città di Deventer ha una via intitolata a lei, e Amsterdam un ponte.